# MG Rover Group
MG Rover Group — британская компания, производившая серийные автомобили. Компания была основана, когда BMW продала заводы Rover Group по производству автомобилей и двигателей  компании Phoenix Consortium в 2000 году.
В 2005 году MG Rover перешла под управление купившей её компании Nanjing Automobile Group. Nanjing восстановили выпуск спортивных автомобилей MG в 2007. Марка Rover, права на которую принадлежали BMW, были проданы Ford, которая выкупила ранее у BMW компанию Land Rover. Не реализованные права на бренд Rover вместе с группой Jaguar Land Rover были проданы Ford’ом компании Tata Motors в 2008.

## История
MG Rover была одной из частей предприятия Rover Group, которое BMW продала в 2000 году по причине постоянных убытков и сокращающейся доли на рынке. Rover Group была куплена компанией BMW в 1994 у British Aerospace, после чего в 2000 году был продан Land Rover (компании Ford) и отделена Mini как новое дочернее предприятие BMW, расположенное в Оксфорде. MG Rover сформировалась из оставшейся части Rover Group, которая была сосредоточена в Бирмингеме.

### Phoenix Consortium
Когда компания BMW отказалась от компании, MG Rover была куплена за символические £1 в мае 2000 специально собранной группой бизнесменов известной как Phoenix Consortium. Консорциум возглавлял бывший исполнительный директор Джон Тауэрс.
Первые убытки Phoenix Consortium за последние 8 месяцев 2000 были объявлены в районе £400 000 000. За 2004 год компания произвела убытки на £80 000 000, но выйти хотя бы на уровень нулевой рентабельности английский автопроизводитель так и не смог. Лучший год для MG Rover был 2001, за который было продано свыше 170 000 автомобилей. За 2004 их продажи упали примерно до 120 000 автомобилей.

### Ликвидация компании
В июне 2004 стало известно что Shanghai Automotive Industry Corporation подписало двустороннее соглашение с MG Rover о совместной разработке новых автомобилей и технологий. Это привело к большому количеству спекуляций среди британских СМИ на тему того, что китайская компания перешла к скупке компании. Позднее в этом же году, в ноябре, было объявлено что SAIC должна была приобрести 70 % акций за £1 миллиард, а MG Rover оставить себе 30 %.
В январе 2005 года выяснилось, что премьер-министр Великобритании Тони Блэр вмешался, чтобы поддержать альянс между MG Rover и SAIC. MG Rover не смогла назвать дату заключения соглашения. В апреле 2005 года сообщалось, что партнерское соглашение с SAIC оказалось под угрозой, поскольку британское правительство решило отозвать свое предложение о кредите в размере 120 миллионов фунтов стерлингов для продолжения сделки. 7 апреля 2005 года компания объявила, что приостанавливает производство из-за нехватки комплектующих, после чего было объявлено о начале банкротства компании. 15 апреля 2005 года было объявлено, что SAIC снова отклонила просьбу о выкупе компании. Поскольку в разработке не было другой сделки по спасению, администраторы не имели возможности добиваться дальнейшего финансирования от правительства и объявили, что будут отправлены уведомления о сокращении персонала в Лонгбридже (которого насчитывалось более 6000 человек). Попытки найти другого инвестора не увенчались успехом.
22 июля администраторы объявили, что основные оставшиеся активы группы были проданы Nanjing Automobile Group примерно за £53 млн с залогом в размере около $5 млн. Покупатели сообщили, что планируют перенести завод по производству двигателей Powertrain в Китай и разделить производство автомобилей на линии Rover в Китае и линии MG в Уэст-Мидлендсе (хотя и не обязательно в Лонгбридже), где также будет расположен британский научно-исследовательский и технический центр. В итоге почти три четверти огромного завода в Лонгбридже было снесено, а освободившийся земельный участок продан.
Более 6000 работников MG Rover потеряли работу, когда компания была ликвидирована. Сообщалось, что в смежных отраслях снабжения было потеряно около 25 000 рабочих мест, а это означает, что общее количество потерь рабочих мест, вызванных крахом MG Rover, составило где-то около 30 000.

## Продажи
| Год  | Европейские продажи | Доля на рынке |
| 2000 | 197 940             | 1,32 %        |
| 2001 | 159 685             | 1,06 %        |
| 2002 | 142 355             | 0,97 %        |
| 2003 | 135 227             | 0,94 %        |
| 2004 | 114 069             | 0,71 %        |
| 2005 | 46 583              | 0,29 %        |
| 2006 | 7783                | 0,05 %        |

## Модели
За время своего существования MG Rover производила следующие модели:
| Модель           | Фото | Годы      | Класс                                  |
| ---------------- | ---- | --------- | -------------------------------------- |
| MG F             |      | 1995—2001 | Родстер                                |
| MG F             |      | 2002—2005 | Родстер                                |
| MG ZR            |      | 2001—2005 | Горячий хетчбэк                        |
| MG ZS            |      | 2001—2005 | ПП среднеразмерный/семейный автомобиль |
| MG ZT            |      | 2001—2005 | 5-дверный бизнес/семейный автомобиль   |
| MG XPower SV     |      | 2003—2005 | Спортивный автомобиль                  |
| Rover 25         |      | 1999—2005 | Малый семейный хетчбэк                 |
| Rover 45         |      | 1999—2005 | Среднеразмерный/D-классавтомобиль      |
| Rover 75         |      | 1999—2005 | 5-дверный бизнес/семейный              |
| Rover CityRover  |      | 2003—2005 | 5-дверный семейный супермини           |
| Rover Streetwise |      | 2003—2005 | 3/5-дверный кроссовер                  |